# هیلسته
هیلسته (به لاتین: Hilleste) یک روستا در استونی است که در دهستان پوهالپا واقع شده‌است. هیلسته ۲۳ نفر جمعیت دارد.